# Saison 10 de La France a un incroyable talent
Vous pouvez aider à l'améliorer ou bien discuter des problèmes sur sa page de discussion.
- Il n'est pas vérifiable et peut contenir des informations totalement erronées. Il est fortement conseillé aux contributeurs d'étayer son contenu par des sources fiables. Sans cela, sa suppression pourrait être envisagée. (si vous venez d'apposer le bandeau, veuillez cliquer sur ce lien pour créer la discussion et en afficher les indications). (Marqué depuis juin 2025)
- Il peut contenir un travail inédit ou des déclarations non vérifiées. Vous pouvez l’améliorer en ajoutant des références. (Marqué depuis janvier 2022)

- Archive Wikiwix
- Bing
- Cairn
- DuckDuckGo
- E. Universalis
- Gallica
- Google
- G. Books
- G. News
- G. Scholar
- Persée
- Qwant
- (zh) Baidu
- (ru) Yandex
- (wd) trouver des œuvres sur Wikidata

Vous pouvez aider à l'améliorer ou bien discuter des problèmes sur sa page de discussion.
- Il ne cite pas suffisamment ses sources. Vous pouvez indiquer les passages à sourcer avec {{référence nécessaire}} ou {{Référence souhaitée}}, et inclure les références utiles en les liant aux notes de bas de page. (Marqué depuis janvier 2022)
- Certaines de ses couleurs nuisent à son accessibilité et ne respectent pas la charte graphique. Les couleurs ne sont pas interdites, mais il est conseillé d'en faire un usage modéré qui respecte les normes d'accessibilité. (Marqué depuis juin 2025)
- Son texte doit être wikifié : il ne correspond pas à la mise en forme Wikipédia (style, typographie, liens internes, liens entre les wikis, etc.). (Marqué depuis juin 2025)

- Archive Wikiwix
- Bing
- Cairn
- DuckDuckGo
- E. Universalis
- Gallica
- Google
- G. Books
- G. News
- G. Scholar
- Persée
- Qwant
- (zh) Baidu
- (ru) Yandex
- (wd) trouver des œuvres sur Wikidata

La dixième saison de La France a un incroyable talent, émission française de divertissement, a été diffusée tous les mardis du 20 octobre 2015 au 8 décembre 2015 sur M6 de 20 h 50 à 22 h 50.
Le tournage a eu lieu les 4, 5, 7, 9 et 10 septembre au théâtre André-Malraux de Rueil Malmaison.

## Présentateurs et jury
- Si vous ne connaissez pas le sujet, laissez ce bandeau (vous pouvez alors contacter les auteurs).
- Si vous supprimez le contenu mis en cause (vous pouvez préalablement contacter les auteurs),

argumentez précisément cette suppression dans la page de discussion
(un manque de référence n'est pas un argument ; une recherche réelle de référence doit avoir été effectuée, être formellement documentée).
La production de l'émission a annoncé à la fin du mois juin 2015 que le jury de la saison 10 sera composé, outre Gilbert Rozon présent depuis la première saison, d'Éric Antoine, Kamel Ouali et Hélène Ségara. Dave remplacera Hélène Ségara pour deux émissions.  Alex Goude sera seul pour assurer la présentation.

## Émissions
- Si vous ne connaissez pas le sujet, laissez ce bandeau (vous pouvez alors contacter les auteurs).
- Si vous supprimez le contenu mis en cause (vous pouvez préalablement contacter les auteurs),

argumentez précisément cette suppression dans la page de discussion
(un manque de référence n'est pas un argument ; une recherche réelle de référence doit avoir été effectuée, être formellement documentée).

### Qualifications

#### Émission 1 - 20 octobre 2015
| Ordre                             | Nom (âge)                         | Numéro                            | Buzz et choix du jury | Buzz et choix du jury | Buzz et choix du jury | Buzz et choix du jury | Résultat                |
| Ordre                             | Nom (âge)                         | Numéro                            | Gilbert               | Hélène                | Kamel                 | Éric                  | Résultat                |
| --------------------------------- | --------------------------------- | --------------------------------- | --------------------- | --------------------- | --------------------- | --------------------- | ----------------------- |
| 1                                 | Babou Flex (25)                   | Contorsion et danse               |                       |                       |                       |                       | Qualifié                |
| 2                                 | Mémé Gangsta                      | Chant humoristique                |                       |                       |                       |                       | Qualifié                |
| 3                                 | Océane (13)                       | Chant                             |                       |                       |                       |                       | Qualifiée               |
| 4                                 | Jacques Leleuvreur (48)           | Chant a capella                   | refusé                | refusé                |                       | refusé                | Éliminé                 |
| 5                                 | Seb Mattia (36)                   | Humour                            | refusé                | refusé                | refusé                | refusé                | Éliminé                 |
| 6                                 | Patatam (16-42)                   | Comédie vocale                    | refusé                | refusé                | refusé                | refusé                | Éliminés                |
| 7                                 | Cécile et Roman (28 et 34)        | Acrobatie et tissu aérien         |                       |                       |                       |                       | Qualifiés               |
| 8                                 | Dominique (49)                    | Imitations                        | refusé                | refusé                | refusé                |                       | Éliminé                 |
| 9                                 | Anoi (14)                         | Magicien                          |                       |                       |                       |                       | Qualifié                |
| 10                                | Aproglio (50-74)                  | Chant improvisé                   | refusé                | refusé                | refusé                | refusé                | Éliminés                |
| 11                                | (Cy)clingteam (31-33)             | Figure sur vélo                   | refusé                | refusé                | refusé                | refusé                | Éliminés                |
| 12                                | Chilly and Fly (29 et 31)         | Acrobaties de haut-voltige        |                       | accepté               |                       |                       | Qualifiés (Demi-finale) |
| 13                                | Flashback (61-76)                 | Danse                             | refusé                |                       |                       |                       | Éliminés                |
| 14                                | Freelusion (25-35)                | Danse                             |                       |                       |                       |                       | Qualifiés               |
| 15                                | Raul (29)                         | Équilibre                         | refusé                |                       |                       |                       | Qualifié                |
| 16                                | Joy (49)                          | Humeur et danse                   | *                     | *                     |                       |                       | Qualifiée               |
| Nombre de buzz par membre du jury | Nombre de buzz par membre du jury | Nombre de buzz par membre du jury | 9 buzz                | 7 buzz                | 5 buzz                | 5 buzz                | 26 buzz / 64            |

Gilbert et Hélène sont revenus sur leur décision concernant Joy, ils leur ont accordé leur Oui, donc Joy est qualifiée pour les demi-finales.

#### Émission 2 - 27 octobre 2015
| Ordre                             | Nom (âge)                                    | Numéro                            | Buzz et choix du jury | Buzz et choix du jury | Buzz et choix du jury | Buzz et choix du jury | Résultat               |
| Ordre                             | Nom (âge)                                    | Numéro                            | Gilbert               | Hélène                | Kamel                 | Éric                  | Résultat               |
| --------------------------------- | -------------------------------------------- | --------------------------------- | --------------------- | --------------------- | --------------------- | --------------------- | ---------------------- |
| 1                                 | Yohan (21)                                   | Jonglerie (diabolo)               |                       |                       |                       |                       | Qualifié               |
| 2                                 | Mokny (26)                                   | Chant (rap)                       | refusé                |                       |                       |                       | Éliminé                |
| 3                                 | Hubert (65)                                  | Chant                             | refusé                | refusé                | refusé                |                       | Éliminé                |
| 4                                 | Tatiana (30)                                 | Danse et équilibre                |                       |                       |                       |                       | Qualifiée              |
| 5                                 | Starbugs (33-41)                             | Danse humoristique                |                       |                       |                       |                       | Qualifiés              |
| 6                                 | Hamdax (18)                                  | Chant (rap)                       |                       |                       |                       |                       | Qualifié               |
| 7                                 | Mathieu Delaplace (18)                       | Imitateur de chanteurs            |                       |                       | accepté               |                       | Qualifié (Demi-finale) |
| 8                                 | Anaïs (11)                                   | Twirling bâton                    |                       |                       |                       |                       | Qualifiée              |
| 9                                 | Elise et Panpan (15 et 2)                    | Parcours d'agilité animal         | refusé                | refusé                | refusé                | refusé                | Éliminés               |
| 10                                | Aero Ours (26 et 24)                         | Danse humoristique costumée       | refusé                |                       |                       |                       | Éliminés               |
| 11                                | Up and Over It (36)                          | Danse humoristique irlandaise     |                       |                       |                       |                       | Qualifiés              |
| 12                                | Passion Saltador                             | Acrobaties dans arène             |                       |                       |                       |                       | Qualifiés              |
| 13                                | Cyril Alexy dit « L’Ange blond »             | Chant                             | refusé                |                       | refusé                |                       | Éliminé                |
| 14                                | Pounez et Fadiez (38 et 43)                  | Clowns                            | refusé                | refusé                | refusé                | refusé                | Éliminés               |
| 15                                | Trixie Little and the Evil Monkey (35 et 41) | Danse effeuillage humoristique    |                       |                       |                       |                       | Qualifiés              |
| 16                                | Franklin (20)                                | Magicien                          |                       |                       |                       |                       | Qualifié               |
| Nombre de buzz par membre du jury | Nombre de buzz par membre du jury            | Nombre de buzz par membre du jury | 6 buzz                | 3 buzz                | 4 buzz                | 2 buzz                | 15 buzz / 64           |

#### Émission 3 - 3 novembre 2015
Pour cette troisième émission, Dave retrouve son rôle de jury en remplaçant Hélène Ségara à partir de la performance no 14. Hélène ayant du s'absenter pour un concert.     
| Ordre                             | Nom (âge)                         | Numéro                            | Buzz et choix du jury | Buzz et choix du jury | Buzz et choix du jury | Buzz et choix du jury | Résultat                |
| Ordre                             | Nom (âge)                         | Numéro                            | Gilbert               | Hélène                | Kamel                 | Éric                  | Résultat                |
| --------------------------------- | --------------------------------- | --------------------------------- | --------------------- | --------------------- | --------------------- | --------------------- | ----------------------- |
| 1                                 | Cheyenne (14)                     | Chant                             |                       |                       |                       |                       | Qualifiée               |
| 2                                 | Ophélie (8)                       | Danse (jazz broadway)             | refusé                |                       |                       |                       | Qualifiée               |
| 3                                 | Silvère (31)                      | Chant humoristique                | refusé                | refusé                | refusé                |                       | Éliminé                 |
| 4                                 | Maël et David (18)                | Gymnastique acrobatique           |                       |                       |                       |                       | Qualifiée               |
| 5                                 | Sylvia (33)                       | Hula-hoop                         |                       |                       |                       |                       | Qualifiée               |
| 6                                 | Arlo Pelegrin (40)                | Dressage d'araignées              | refusé                |                       |                       |                       | Éliminé                 |
| 7                                 | Anelya (31)                       | Dressage de furets                | refusé                |                       | refusé                |                       | Éliminée                |
| 8                                 | Tomawok (32)                      | Chant (rap)                       | refusé                |                       |                       |                       | Éliminé                 |
| 9                                 | Séverine (33)                     | Humour                            | refusé                |                       |                       |                       | Qualifiée               |
| 10                                | The Quiddlers (52)                | Humour                            | refusé                |                       | refusé                |                       | Qualifiés               |
| 11                                | Devious (19-26)                   | Danse (street jazz)               |                       |                       |                       |                       | Qualifiés               |
| 12                                | Dream dance (11-30)               | Danse                             | refusé                |                       |                       |                       | Qualifiés               |
| 13                                | Soupless (21)                     | Danse                             |                       | refusé                |                       |                       | Éliminée                |
| Ordre                             | Nom (âge)                         | Numéro                            | Gilbert               | Dave                  | Kamel                 | Éric                  | Résultat                |
| 14                                | Les Tweenz (11-15)                | Chant et danse (rock)             | refusé                |                       | refusé                |                       | Éliminés                |
| 15                                | Ghislaine (48)                    | Chant (slam)                      | refusé                | refusé                | refusé                | refusé                | Éliminée                |
| 16                                | Juliette et Charlie (19)          | Dressage de chien                 |                       | accepté               |                       |                       | Qualifiés (Demi-finale) |
| 17                                | Leonid the magnificient (41)      | Équilibre sabre                   |                       |                       |                       |                       | Qualifié                |
| 18                                | Kenzy et Davy (8 et 33)           | Karaté et nunchaku                | refusé                |                       |                       |                       | Éliminés                |
| 19                                | Ballet Joventut (17-70)           | Danse folklorique catalane        | refusé                | refusé                |                       |                       | Éliminés                |
| 20                                | Superflame (19)                   | Imitations                        | refusé                | refusé                | refusé                | refusé                | Éliminé                 |
| 21                                | Duo opérette (53 et 71)           | Chant (opérette)                  | refusé                |                       |                       |                       | Éliminés                |
| 22                                | Brent Ray Fraser (36)             | Peinture avec pénis               |                       |                       |                       | refusé                | Qualifié                |
| Nombre de buzz par membre du jury | Nombre de buzz par membre du jury | Nombre de buzz par membre du jury | 14 buzz               | H : 2 buzz D : 3 buzz | 6 buzz                | 3 buzz                | 28 buzz / 88            |

#### Émission 4 - 10 novembre 2015
Pour cette quatrième émission, Dave retrouve son rôle de jury en remplaçant Hélène Ségara de la performance no 1 à no 9. Hélène ayant du s'absenter pour un concert.
| Ordre                             | Nom (âge)                               | Numéro                                                   | Buzz et choix du jury                                    | Buzz et choix du jury                                    | Buzz et choix du jury                                    | Buzz et choix du jury                                    | Résultat                 |
| Ordre                             | Nom (âge)                               | Numéro                                                   | Gilbert                                                  | Dave                                                     | Kamel                                                    | Éric                                                     | Résultat                 |
| --------------------------------- | --------------------------------------- | -------------------------------------------------------- | -------------------------------------------------------- | -------------------------------------------------------- | -------------------------------------------------------- | -------------------------------------------------------- | ------------------------ |
| 1                                 | Naestro (26)                            | Chant (lyrique)                                          | accepté                                                  |                                                          |                                                          |                                                          | Qualifié (Demi-finale)   |
| 2                                 | Les Petites Mains Symphoniques (6 à 14) | Orchestre (opéra)                                        |                                                          |                                                          |                                                          |                                                          | Qualifiés                |
| 3                                 | Pierre (42)                             | Imitation (Cloclo)                                       | refusé                                                   | refusé                                                   | refusé                                                   | refusé                                                   | Éliminé                  |
| 4                                 | Éric Leblon (39)                        | Magie                                                    |                                                          |                                                          |                                                          |                                                          | Qualifié                 |
| 5                                 | Patrick (64)                            | Musique avec les doigts                                  | refusé                                                   | refusé                                                   | refusé                                                   | refusé                                                   | Éliminé                  |
| 6                                 | Grégoire (18)                           | Instrument de musique                                    | refusé                                                   | refusé                                                   | refusé                                                   | refusé                                                   | Éliminé                  |
| 7                                 | Arabesque (9 à 12)                      | Danse (classique)                                        |                                                          |                                                          |                                                          |                                                          | Qualifiées               |
| 8                                 | Hugo Duquette (20)                      | Trapèze et corde                                         | refusé                                                   |                                                          |                                                          |                                                          | Qualifié                 |
| 9                                 | Manss (19 à 27)                         | Danse                                                    |                                                          |                                                          |                                                          | accepté                                                  | Qualifiées (Demi-finale) |
| Ordre                             | Nom (âge)                               | Numéro                                                   | Gilbert                                                  | Hélène                                                   | Kamel                                                    | Éric                                                     | Résultat                 |
| 10                                | Pierre Xamin (43)                       | Transformiste                                            | refusé                                                   |                                                          |                                                          |                                                          | Qualifié                 |
| 11                                | Duo Alex et Elsa (22 et 20)             | Porter à deux                                            |                                                          |                                                          |                                                          |                                                          | Éliminés                 |
| 12                                | DJ No (48)                              | DJ                                                       | refusé                                                   | refusé                                                   | refusé                                                   | refusé                                                   | Éliminé                  |
| 13                                | Discover (23 à 27)                      | Chant                                                    | refusé                                                   | refusé                                                   | refusé                                                   |                                                          | Éliminés                 |
| 14                                | Vishal (29)                             | Mime                                                     | refusé                                                   | refusé                                                   | refusé                                                   | refusé                                                   | Éliminé                  |
| 15                                | Marion Watebled (58)                    | Dressage de chevaux                                      | refusé                                                   |                                                          | refusé                                                   | refusé                                                   | Éliminé                  |
| 16                                | Les Mangeurs de Lapin (35 à 47)         | Spectacle (humour)                                       | refusé                                                   |                                                          |                                                          |                                                          | Qualifiés                |
| 17                                | Les Garçons (27 à 43)                   | Chant                                                    |                                                          |                                                          |                                                          |                                                          | Qualifiés                |
| 18                                | Maxx Hypnosis (33)                      | Hypnotiseur                                              |                                                          |                                                          |                                                          |                                                          | Qualifié                 |
| 19                                | Thimotée (17)                           | Danseur                                                  | refusé                                                   |                                                          |                                                          |                                                          | Éliminé                  |
| 20                                | Les Forsini (41 et 45)                  | Jongle avec couteaux                                     |                                                          |                                                          |                                                          |                                                          | Éliminés                 |
| 21                                | Gus (26)                                | Illusionniste                                            | refusé                                                   |                                                          |                                                          |                                                          | Qualifié                 |
| 22                                | Joy (49)                                | Revenante de la première audition à la demande des juges | Revenante de la première audition à la demande des juges | Revenante de la première audition à la demande des juges | Revenante de la première audition à la demande des juges | Revenante de la première audition à la demande des juges | Qualifiée                |
| Nombre de buzz par membre du jury | Nombre de buzz par membre du jury       | Nombre de buzz par membre du jury                        | 12 buzz                                                  | H : 3 buzz D : 3 buzz                                    | 7 buzz                                                   | 6 buzz                                                   | 31 buzz / 84             |

Légende :
- Candidat(s) qualifié(s)
- Candidat(s) qualifié(s) directement pour la demi-finale
- Candidat(s) éliminé(s)

#### Émission 5 - 17 novembre 2015
| Ordre                             | Nom (âge)                                         | Numéro                            | Buzz et choix du jury | Buzz et choix du jury | Buzz et choix du jury | Buzz et choix du jury | Résultat        |
| Ordre                             | Nom (âge)                                         | Numéro                            | Gilbert               | Hélène                | Kamel                 | Éric                  | Résultat        |
| --------------------------------- | ------------------------------------------------- | --------------------------------- | --------------------- | --------------------- | --------------------- | --------------------- | --------------- |
| 1                                 | Jonathan et Messaoud (33)                         | Danse                             |                       |                       |                       |                       | Qualifiés       |
| 2                                 | Maxime (21)                                       | Flûte à bec et chant              | refusé                |                       | refusé                |                       | Éliminé         |
| 3                                 | Upotik Family (26 et 40)                          | Mime                              | refusé                | refusé                | refusé                | refusé                | Éliminées       |
| 4                                 | Marion (47)                                       | Instruments                       | refusé                | refusé                | refusé                | refusé                | Éliminé(e)      |
| 5                                 | Françoise (56)                                    | Chant                             |                       |                       |                       |                       | Qualifiée       |
| 6                                 | Jonathan (30)                                     | Équilibre                         | refusé                |                       |                       |                       | Éliminé         |
| 7                                 | Fusion (28 et 20)                                 | Danse                             | refusé                |                       |                       |                       | Qualifiés       |
| 8                                 | Tique le petit bleu (45 et 39)                    | Marionnette                       | refusé                |                       | refusé                |                       | Éliminés        |
| 9                                 | Womack & Bowman (29 et 32)                        | Équilibre sur tissu aérien        | refusé                |                       |                       |                       | Éliminés        |
| 10                                | Shaxx Di Aax Crew (19 à 29)                       | Dance hip-hop                     | refusé                |                       |                       |                       | Qualifiées      |
| 11                                | Ellyot Radburn (52)                               | Chant de hard-rock                | refusé                | refusé                | refusé                | refusé                | Éliminé         |
| 12                                | Sonenn (17 à 49)                                  | Chant rock                        | refusé                |                       |                       |                       | Éliminés        |
| 13                                | Matthias (21)                                     | Chant                             | refusé                |                       |                       |                       | Éliminé         |
| 14                                | Nico Pires (29)                                   | Diabolo                           |                       |                       |                       |                       | Qualifié        |
| 15                                | Polla (15)                                        | Chant                             |                       |                       |                       |                       | Qualifiée       |
| 16                                | Petia Iourchtenko et la Cie Romano Atmo (11 à 57) | Danse                             |                       |                       |                       |                       | Qualifiés       |
| 17                                | Wesley Jones (23)                                 | Striptease                        | refusé                | refusé                |                       |                       | Éliminé         |
| 18                                | Jean-Luc Bertrand (41)                            | Magicien                          |                       |                       |                       |                       | Qualifié        |
| 19                                | Grégory (28)                                      | Mentalisme                        | refusé                |                       |                       |                       | Éliminé         |
| 20                                | Misa Blue (39)                                    | Feu                               | refusé                | refusé                |                       | refusé                | Éliminée        |
| 21                                | Fat Greg (30)                                     | Cascade avec moto                 | refusé                |                       |                       |                       | Qualifié        |
| 22                                | Bruce Fauveau (29)                                | Humoriste                         | refusé                |                       |                       |                       | Qualifié        |
| 23                                | Énola (12)                                        | Danse et gymnastique              |                       |                       |                       |                       | Qualifiée       |
| Nombre de buzz par membre du jury | Nombre de buzz par membre du jury                 | Nombre de buzz par membre du jury | 16 buzz               | 5 buzz                | 5 buzz                | 4 buzz                | 30 buzz/92 buzz |

### Délibération
À l'issue de la cinquième émission, 51 candidats sont qualifiés (dont 5 qualifiés directement pour la demi-finale).
- Les qualifiés pour la demi-finale :
  - Golden Buzzer : Chilly and Fly (Hélène), Mathieu Delaplace (Kamel), Juliette et Charlie (Dave), Naestro (Gilbert), Manss (Éric)
  - Après la délibération : Océane, Cécile & Roman, Starbugs, Anaïs, Les Garçons, Jonathan et Messaoud, Nico Pires, Cheyenne, Gus, Up and Over it, Anoi, Freelusion, Joy, Babou Flex, Françoise.

### Demi-finales

#### Demi-finalistes
| Légende | Vainqueur | Deuxième | Troisième | Finaliste | Golden buzzer (qualifications) | Golden buzzer (demi-finales) |

| Nom                 | Âge     | Genre                 | Numéro                     | Demi-finale (Groupe) | Résultat                         |
| ------------------- | ------- | --------------------- | -------------------------- | -------------------- | -------------------------------- |
| Juliette & Charlie  | 19      | Animal                | Dressage de chien          | 1 (1)                | Vainqueur                        |
| Naestro             | 26      | Chant                 | Chant (lyrique)            | 1 (2)                | Deuxième                         |
| Anaïs               | 11      | Gymnastique/Jonglerie | Twirling bâton             | 1 (2)                | Troisième                        |
| Cécile & Roman      | 28 & 34 | Acrobaties            | Acrobatie et tissu aérien  | 1 (2)                | Finalistes (choisis par le jury) |
| Babou Flex          | 25      | Gymnastique           | Contorsion et danse        | 2 (2)                | Finaliste (golden buzzer)        |
| Gus                 | 26      | Magie                 | Magie                      | 2 (1)                | Finaliste (choisi par le public) |
| Nico Pires          | 29      | Jonglerie             | Diabolo                    | 1 (1)                | Finaliste (choisi par le jury)   |
| Anoi                | 14      | Magie                 | Magie                      | 2 (2)                | Finaliste (choisi par le public) |
| Chilly and Fly      | 29 & 31 | Acrobaties            | Acrobaties de haut-voltige | 2 (1)                | Finalistes (choisis par le jury) |
| Françoise           | 56      | Chant                 | Chant                      | 2 (2)                | Finaliste (choisie par le jury)  |
| Cheyenne            | 14      | Chant                 | Chant                      | 2 (1)                | Éliminée                         |
| Freelusion          | 25-35   | Danse                 | Danse                      | 2 (2)                | Éliminés                         |
| Jonathan & Messaoud | 33      | Danse                 | Danse                      | 1 (2)                | Éliminés                         |
| Joy                 | 49      | Comédie               | Humour et danse            | 2 (2)                | Éliminée                         |
| Les Garçons         | 27-43   | Chant                 | Chant                      | 1 (2)                | Éliminés                         |
| Manss               | 19-27   | Danse                 | Danse                      | 2 (1)                | Éliminées                        |
| Mathieu Delaplace   | 18      | Chant/Comédie         | Imitateur de chanteurs     | 1 (1)                | Éliminé                          |
| Océane              | 13      | Chant                 | Chant                      | 1 (1)                | Éliminée                         |
| Starbugs            | 31-41   | Comédie               | Danse humoristique         | 1 (1)                | Éliminés                         |
| Up and Over it      | 36      | Danse                 | Danse                      | 2 (1)                | Éliminés                         |

#### Première demi-finale - 24 novembre 2015
Claudia Tagbo est une juge invitée mais n'a pas le droit de buzzer sauf le golden buzzer. Elle utilisera en faveur de Naestro, qui avait déjà obtenu le golden buzzer de Gilbert Rozon lors des auditions.
| Ordre | Nom (âge)                 | Numéro                    | Buzz et choix du jury | Buzz et choix du jury | Buzz et choix du jury | Buzz et choix du jury | Buzz et choix du jury | Résultat              |
| Ordre | Nom (âge)                 | Numéro                    | Gilbert               | Hélène                | Claudia               | Kamel                 | Éric                  | Résultat              |
| ----- | ------------------------- | ------------------------- | --------------------- | --------------------- | --------------------- | --------------------- | --------------------- | --------------------- |
| 1     | Juliette et Charlie (19)  | Dressage de chien         |                       |                       |                       |                       |                       | Choisis par le public |
| 2     | Nico Pires (29)           | Diabolo                   |                       |                       |                       |                       |                       | Choisi par le jury    |
| 3     | Starbugs (31 à 41)        | Danse humoristique        | refusé                | refusé                |                       | refusé                | refusé                | Éliminés              |
| 4     | Mathieu Delaplace (18)    | Imitateur de chanteurs    |                       |                       |                       |                       |                       | Éliminé               |
| 5     | Océane (13)               | Chant                     |                       |                       |                       |                       |                       | Éliminée              |
|       |                           |                           |                       |                       |                       |                       |                       |                       |
| 1     | Anaïs (11)                | Twirling bâton            |                       |                       |                       |                       |                       | Choisis par le public |
| 2     | Naestro (26)              | Chant (lyrique)           |                       |                       | accepté               |                       |                       | Qualifié (Finale)     |
| 3     | Jonathan et Messaoud (33) | Danse                     |                       |                       |                       |                       |                       | Éliminés              |
| 4     | Cécile & Roman (28 et 34) | Acrobatie et tissu aérien |                       |                       |                       |                       |                       | Choisi par le jury    |
| 5     | Les Garçons (27 à 43)     | Chant                     |                       |                       |                       |                       |                       | Éliminés              |

#### Deuxième demi-finale -1erdécembre 2015
Anthony Kavanagh est un juge invité mais n'a pas le droit de buzzer sauf le golden buzzer. Il utilisera en faveur de Babou Flex.
| Ordre | Nom (âge)                 | Numéro                     | Buzz et choix du jury | Buzz et choix du jury | Buzz et choix du jury | Buzz et choix du jury | Buzz et choix du jury | Résultat             |
| Ordre | Nom (âge)                 | Numéro                     | Gilbert               | Hélène                | Anthony               | Kamel                 | Éric                  | Résultat             |
| ----- | ------------------------- | -------------------------- | --------------------- | --------------------- | --------------------- | --------------------- | --------------------- | -------------------- |
| 1     | Chilly and Fly (29 et 31) | Acrobaties de haut-voltige |                       |                       |                       |                       |                       | Choisi par le jury   |
| 2     | Cheyenne (14)             | Chant                      |                       |                       |                       |                       |                       | Éliminée             |
| 3     | Gus (26)                  | Magie                      | refusé                |                       |                       |                       |                       | Choisi par le public |
| 4     | Up and Over it (36)       | Danse                      |                       |                       |                       |                       |                       | Éliminés             |
| 5     | Manss (19 à 27)           | Danse                      |                       |                       |                       |                       |                       | Éliminées            |
|       |                           |                            |                       |                       |                       |                       |                       |                      |
| 1     | Anoi (14)                 | Magie                      |                       |                       |                       |                       |                       | Choisi par le public |
| 2     | Freelusion (25-35)        | Danse                      | refusé                |                       |                       |                       | refusé                | Éliminés             |
| 3     | Joy (49)                  | Humour et danse            | refusé                |                       |                       |                       |                       | Éliminée             |
| 4     | Babou Flex (25)           | Contorsion et danse        |                       |                       | accepté               |                       |                       | Qualifié (finale)    |
| 5     | Françoise (56)            | Chant                      |                       |                       |                       |                       |                       | Choisie par le jury  |

À l'issue de la deuxième demi-finale, 10 candidats sont qualifiés pour la finale dont 2 par le Golden Buzzer.
Les qualifiés pour la finale :
- Golden Buzzer : Naestro (Claudia), Babou Flex (Anthony)
- Public : Juliette et Charlie, Anaïs, Gus, Anoi
- Jury : Nico Pires, Cécile et Roman, Chilly and Fly, Françoise

### Finale
La finale est diffusée le 8 décembre 2015 et voit la victoire de Juliette et Charlie.
La finale fut marquée par une panne de moteur à la fin du numéro de Cécile et Roman.
Le Bagad de Vannes, les gagnants de la saison 9, étaient présents sur le plateau.
| Classement | Ordre de passage | Nom (âge)                 | Numéro                    | Pourcentage |
| ---------- | ---------------- | ------------------------- | ------------------------- | ----------- |
| 1er        | 1                | Juliette et Charlie (19)  | Dressage de chien         | NC          |
| 2e         | 4                | Naestro (26)              | Chant                     | NC          |
| 3e         | 6                | Anaïs (11)                | Twirling bâton            | NC          |
| 4e         | 2                | Cécile & Roman (28 et 34) | Acrobatie et tissu aérien | NC          |
| 5e         | 7                | Babou Flex (25)           | Contorsion et danse       | NC          |
| 6e         | 10               | Gus (26)                  | Magie                     | NC          |
| 7e         | 5                | Nico Pires (29)           | Diabolo                   | NC          |
| 8e         | 3                | Anoi (14)                 | Magie                     | NC          |
| 9e         | 8                | Chily and Fly (29 et 31)  | Acrobatie haute-voltige   | NC          |
| 10e        | 9                | Françoise (56)            | Chant                     | NC          |

## Audiences

### La France a un incroyable talent
| Épisode | Date de diffusion                         | Audience moyenne          | Audience moyenne | Références        |
| Épisode | Date de diffusion                         | Nombre de téléspectateurs | PDM              | Références        |
| ------- | ----------------------------------------- | ------------------------- | ---------------- | ----------------- |
| 1       | Mardi 20 octobre 2015 (auditions jour 1)  | 3 208 000                 | 13,0 %           | [ 1 ]             |
| 2       | Mardi 27 octobre 2015 (auditions jour 2)  | 3 542 000                 | 14,3 %           | [ 2 ]             |
| 3       | Mardi 3 novembre 2015 (auditions jour 3)  | 3 236 000                 | 13,3 %           | [réf. nécessaire] |
| 4       | Mardi 10 novembre 2015 (auditions jour 4) | 3 833 000                 | 15,8 %           | [réf. nécessaire] |
| 5       | Mardi 17 novembre 2015 (auditions jour 5) | 2 918 000                 | 12,0 %           | [ 3 ]             |
| 6       | Mardi 24 novembre 2015 (1re demi-finale)  | 2 950 000                 | 12,9 %           | [réf. nécessaire] |
| 7       | Mardi 1er décembre 2015 (2e demi-finale)  | 2 831 000                 | 12,6 %           | [ 4 ]             |
| 8       | Mardi 8 décembre 2015 (finale)            | 2 882 000                 | 12,7 %           | [ 5 ]             |

Légende :
- Plus hauts chiffres d'audience
- Plus bas chiffres d'audience

### Évolution des audiences
| Épisode | Date de diffusion                     | Audience moyenne          | Audience moyenne | Références        |
| Épisode | Date de diffusion                     | Nombre de téléspectateurs | PDM              | Références        |
| ------- | ------------------------------------- | ------------------------- | ---------------- | ----------------- |
| 1       | Mardi 20 octobre 2015 (22:50-00:00)   | 1 672 000                 | 14,8 %           | [réf. nécessaire] |
| 2       | Mardi 27 octobre 2015 (22:50-00:00)   | 1 972 000                 | 17,3 %           | [réf. nécessaire] |
| 3       | Mardi 3 novembre 2015 (22:50-00:00)   | 1 653 000                 | 14,3 %           | [réf. nécessaire] |
| 4       | Mardi 10 novembre 2015 (22:50-00:00)  | 1 942 000                 | 17,1 %           | [ 6 ]             |
| 5       | Mardi 17 novembre 2015 (22:50-00:00)  | 1 201 000                 | 12,0 %           | [ 7 ]             |
| 6       | Mardi 24 novembre 2015 (22:50-00:00)  | 1 093 000                 | 10,8 %           | [réf. nécessaire] |
| 7       | Mardi 1er décembre 2015 (22:50-00:00) | 1 096 000                 | 11,6 %           | [ 4 ]             |
| 8       | Mardi 8 décembre 2015 (22:50-00:00)   | 830 000                   | 9,4 %            | [ 8 ]             |